# Willem de Sitter
Willem de Sitter (6 de mayo de 1872 - 20 de noviembre de 1934) fue un matemático, físico y astrónomo neerlandés, especializado en cosmología y con importantes trabajos sobre el planeta Júpiter en su haber.

## Semblanza
| Nacido en Sneek, De Sitter estudió matemáticas en la Universidad de Groninga, donde formó parte del laboratorio astronómico. Entre 1897 y 1899 trabajó en el Observatorio de la Ciudad del Cabo en Sudáfrica. En 1908 fue nombrado profesor de Astronomía en la Universidad de Leiden, siendo también director del Observatorio de esta ciudad desde 1919 hasta su fallecimiento. De Sitter hizo sus principales contribuciones al campo de la cosmología física. En 1932 fue coautor junto a Albert Einstein de un trabajo, en el que argumentaban que pueden existir grandes cantidades de materia que no emitan luz, actualmente conocidas como agujeros negros. También destacó por el concepto de Universo de Sitter, una solución para la teoría de la relatividad general de Einstein en la que no hay materia y una constante cosmológica positiva. Esto resulta en una expansión exponencial que culmina con un Universo vacío. De Sitter también fue famoso por su investigación del planeta Júpiter. Murió el 20 de noviembre de 1934 en Leiden. |

## Honores
En 1912 se hizo un miembro de la Real Academia Holandesa de Artes y Ciencias.

## Reconocimientos
- El cráter lunar De Sitter lleva este nombre en su honor.
- El Asteroide (1686) De Sitter también lleva su nombre.